# 青灰海蛇
青灰海蛇（学名：Hydrophis caerulescens）为眼镜蛇科海蛇属的爬行动物。分布于从印度洋经南中国海至印度尼西亚到澳大利亚，台湾以及中国大陆山东沿海等地。该物种的模式产地在印度洋Vizagapatam。